# Cunegonda di Orlamünde
Cunegonda di Orlamünde (1303 – 29 aprile 1382) è stata una religiosa tedesca.
Dopo la morte del marito, divenne badessa del convento del Trono Celestiale (Kloster Himmelthron) di Norimberga. Nel folklore tedesco è associata alla Dama bianca di Hohenzollern.

## Biografia
Cunegonda di Orlamünde nacque nel 1303, primogenita di Ulrico I, langravio di Leuchtenberg. Nel 1321 sposò Ottone VI, conte di Weimar-Orlamünde,ma il matrimonio non diede luce a nessun figlio. Così, adottarono Podika di Schaumnerg, figlia che fu maritata nel 1341 a Poske, cavaliere di Schweritz. Il marito di Cunegonda morì nel 1340, lasciandole una ricca eredità, lascito che lei utilizzò per fondare il convento del Trono Celestiale (Kloster Himmelthron), una comunità cistercense a Norimberga governata da lei. Probabilmente il convento non fu in realtà fondato da lei, in quanto più antico di cinquant'anni. Quel ch'è certo è che nel 1342 fece una donazione al convento.

## Leggenda
Cunegonda è associata dal folclore locale alla dama bianca di Hohenzollern. Secondo la leggenda si innamorò di Alberto il Giusto, figlio di Federico IV di Norimberga, che le assicurò che l'avrebbe sposata se  "due paia di occhi si fossero chiusi", riferendosi al giudizio dei suoi genitori. Cunegonda fraintese la promessa e accecò suo figlio e sua figlia, uccidendoli. Disgustato, Alberto rifiutò la sua mano e lei andò in pellegrinaggio fino a Roma per chiedere perdono per i suoi peccati. La sua penitenza fu quella di costruire un monastero e viverci per sempre, ma altre versioni sostengono che venne incarcerata e uccisa, mentre altre dicono che morì di stenti durante il pellegrinaggio. Tutte le versioni terminano con la continuazione del suo tormento dopo la morte, costretta a vagabondare come spettro nel castello Hohenzollern in eterno. La leggenda non ha tuttavia alcun fondamento storico, in quanto la contessa non ebbe mai figli.